# Бейкон, Стэнли
Стэнли Вивиан Бейкон (англ. Stanley Vivian Bacon; 13 августа 1885, Лондон — 13 октября 1952, Лондон) — британский вольный борец, чемпион летних Олимпийских игр 1908.
На Играх 1908 в Лондоне Бейкон соревновался в весовой категории до 73,0 кг. Выиграв все четыре своих боя, он стал чемпионом и получил золотую медаль. Также, он участвовал в таком же весе в греко-римской борьбе, но выбыл в 1/16 финала.
Также Бейкон участвовал в греко-римской борьбе до 75,0 кг на Олимпийских играх 1912 в Стокгольме и в вольной в весе до 75,0 кг на Играх 1920 в Антверпене, но в обоих турнирах дошёл только до второго раунда.